# Championnat de Tanzanie de football 2011-2012
Navigation
Édition précédente Édition suivante
La saison 2011-2012 de Tanzanian Premier League est la 48e édition du Championnat de Tanzanie de football  et la 2e sous l'ère professionnelle. Le championnat oppose quatorze clubs tanzaniens.

## Équipes

### Participants et locations
Légende des couleurs
- Tour préliminaire de la Ligue des champions 2012
- Tour préliminaire de la Coupe de la confédération 2012
- Promu de Division 1

| Club              | Ville         | Stade                              | Capacité |
| ----------------- | ------------- | ---------------------------------- | -------- |
| African Lyon      | Dar es Salaam | Karume Memorial Stadium            | 5 000    |
| Azam FC           | Dar es Salaam | Chamazi Stadium                    | 7 000    |
| Coastal Union     | Tanga         | Mkwakwani Stadium                  | 10 000   |
| JKT Oljoro        | Arusha        | Sheikh Amri Abeid Memorial Stadium | 20 000   |
| JKT Ruvu Stars    | Dodoma        | Jamhuri Stadium                    | 10 000   |
| Kagera Sugar      | Bukoba        | Kaitaba Stadium                    | 5 000    |
| Moro United       | Morogoro      | Jamhuri Stadium                    | 10 000   |
| Mtibwa Sugar      | Turiani       | Jamhuri Stadium                    | 10 000   |
| Polisi Dodoma     | Dodoma        | Jamhuri Stadium                    | 10 000   |
| Ruvu Shooting     | Coast         | Uhuru Stadium                      | 25 000   |
| Simba SC          | Dar es Salaam | Benjamin Mkapa National Stadium    | 60 000   |
| Toto African      | Mwanza        | Stade CCM Kirumba                  | 35 000   |
| Villa SC          | Dar es Salaam | Chamazi Stadium                    | 7 000    |
| Young Africans FC | Dar es Salaam | Benjamin Mkapa National Stadium    | 60 000   |

## Compétition

### Classement
Le classement est établi sur le barème de points classique (victoire à 3 points, match nul à 1, défaite à 0).
Pour départager les égalités, on tient d'abord compte de la différence de buts générale, puis du nombre de buts marqués, puis des confrontations directes.
| Rang | Équipe           | Pts | J  | G  | N  | P  | Bp | Bc | Diff |
| ---- | ---------------- | --- | -- | -- | -- | -- | -- | -- | ---- |
| 1    | Simba SC         | 62  | 26 | 19 | 5  | 2  | 47 | 12 | +35  |
| 2    | Azam FC          | 56  | 26 | 17 | 5  | 4  | 40 | 15 | +25  |
| 3    | Young Africans T | 49  | 26 | 15 | 4  | 7  | 41 | 30 | +11  |
| 4    | Mtibwa Sugar     | 42  | 26 | 12 | 6  | 8  | 35 | 27 | +8   |
| 5    | Coastal Union P  | 39  | 26 | 12 | 3  | 11 | 29 | 29 | 0    |
| 6    | JKT Oljoro P     | 35  | 26 | 9  | 8  | 9  | 21 | 26 | -5   |
| 7    | Kagera Sugar     | 32  | 26 | 7  | 11 | 8  | 27 | 28 | -1   |
| 8    | JKT Ruvu Stars   | 32  | 26 | 7  | 11 | 8  | 27 | 34 | -7   |
| 9    | Ruvu Shooting    | 31  | 26 | 7  | 10 | 9  | 23 | 23 | 0    |
| 10   | African Lyon     | 27  | 26 | 6  | 9  | 11 | 23 | 30 | -7   |
| 11   | Toto African     | 26  | 26 | 5  | 11 | 10 | 24 | 31 | -7   |
| 12   | Villa SC P       | 26  | 26 | 7  | 5  | 14 | 29 | 46 | -17  |
| 13   | Moro United P    | 19  | 26 | 3  | 10 | 13 | 27 | 45 | -18  |
| 14   | Polisi Dodoma    | 17  | 26 | 3  | 8  | 15 | 19 | 36 | -17  |

Qualifications
Ligue des champions 2013
- 1er : tour préliminaire

Coupe de la confédération 2013
- 2e  : tour préliminaire

Relégation
- 12e, 13e et 14e : relégation en Division 1

Abréviations
T : Tenant du titre

P : Promus de Division 1